# Glaucopsyche
Glaucopsyche là một chi bướm ngày thuộc họ Lycaenidae.

## Các loài
- Glaucopsyche alexis (Poda, 1761)
- Glaucopsyche alluaudi Oberthür, 1922: đôi khi được chép là Glaucopsyche melanops subspecies alluaudi
- Glaucopsyche argali (Elwes, 1899)
  - Glaucopsyche argali argali
  - Glaucopsyche argali arkhar (Lukhtanov, 1990)
- Glaucopsyche arizonensis McDunnough, 1936: đôi khi được chép là Glaucopsyche lygdamus subspecies arizonensis
- Glaucopsyche astraea (Freyer, 1852)
- Glaucopsyche charybdis (Staudinger, 1886)
- Glaucopsyche damaetas (Denis & Schiffermüller, 1775)
- Glaucopsyche exerces (Boisduval, 1852)
- Glaucopsyche grumi (Forster, 1938)
- Glaucopsyche iphicles (Staudinger, 1886)
- Glaucopsyche kurnakovi (Kurentzov, 1970)
- Glaucopsyche laetifica (Püngeler, 1898)
- Glaucopsyche lycormas (Butler, 1866) 
  - Glaucopsyche lycormas lycormas
  - Glaucopsyche lycormas scylla (Oberthür, 1880)
  - Glaucopsyche lycormas tomariana (Matsumura, 1928)
- Glaucopsyche lygdamus (Doubleday, 1842) 
  - Glaucopsyche lygdamus incognita (Tilden, 1974)
  - Glaucopsyche lygdamus palosverdesensis
  - Glaucopsyche lygdamus afra (Edwards, 1883)
  - Glaucopsyche lygdamus arizonensis McDunnough, 1936
  - Glaucopsyche lygdamus columbia (Skinner, 1917)
  - Glaucopsyche lygdamus couperi Grote, 1874
  - Glaucopsyche lygdamus jacki Stallings et Turner, 1947
  - Glaucopsyche lygdamus maritima (Weeks, 1902)
  - Glaucopsyche lygdamus mildredi Chermock, 1944
  - Glaucopsyche lygdamus orcus (Edwards, 1869)
  - Glaucopsyche lygdamus oro Scudder, 1876
- Glaucopsyche melanops (Boisduval, 1829) 
  - Glaucopsyche melanops algirica (Heyne, 1895)
  - Glaucopsyche melanops alluaudi (Oberthür, 1922)
- Glaucopsyche mertila (Edwards, 1866)
- Glaucopsyche paphos Chapman, 1920: đôi khi được chép là Glaucopsyche melanops subspecies paphos
- Glaucopsyche pauper (Verity, 1919)
- Glaucopsyche piasus (Boisduval, 1852) 
  - Glaucopsyche piasus daunia (Edwards, 1871)
  - Glaucopsyche piasus nevada Brown, 1975
  - Glaucopsyche piasus sagittigera (C. and R. Felder, 1865)
  - Glaucopsyche piasus toxeuma Brown, 1971
  - Glaucopsyche piasus umbrosa Emmel, Emmel et Mattoon, 1998
- Glaucopsyche seminigra Howarth & Povolny, 1976 
  - Glaucopsyche seminigra seminigra
  - Glaucopsyche seminigra sofidensis Blom, 1979
- †Glaucopsyche xerces (Boisduval, 1852)